# Высокогорный (Оренбургская область)
Высокогорный — упразднённый посёлок в Светлинском районе Оренбургской области. На момент упразднения входил в состав сельского поселения Восточного сельсовета. Исключен из учётных данных в середине 1970-х годов.

## География
Посёлок располагался на правом берегу реки Ащысу, на расстоянии, примерно, 10 километров к юго-востоку от посёлка Восточный.

## История
Населённый пункт возник в 1954 году в период освоения целины как 3-е производственное отделение совхоза «Восточный».
В 1966 году Указом Президиума ВС РСФСР посёлок отделения № 3 совхоза «Восточный» переименован в Высокогорный.
Исключен из учётных данных во второй половине 1970-х годов.